# Territorio de Míchigan
El Territorio de Míchigan fue un territorio histórico organizado de los Estados Unidos que existió entre el 30 de junio de 1805 y el 26 de enero de 1837, fecha en la que se convertiría en Míchigan, el estado número 26 de la Unión. Su capital fue la ciudad de Detroit.

## Adquisición del territorio

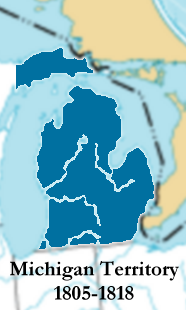
El territorio inicial de Míchigan en 1805.

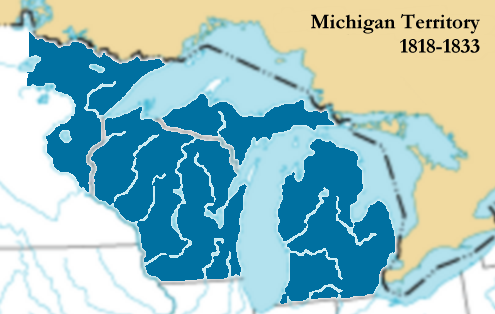
Ampliación del territorio entre 1818 y 1833.

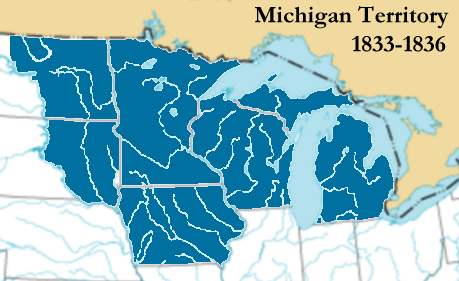
Ampliación del territorio entre 1833 y 1836.

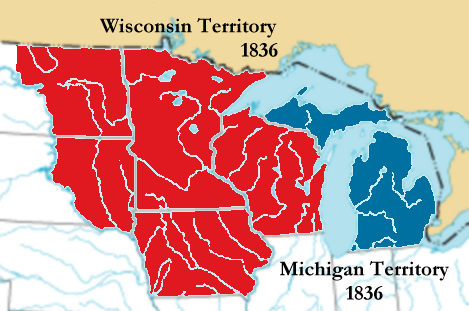
Separación del territorio de Wisconsin en 1836.

El área que se convirtió en Míchigan había sido territorio británico, y fue cedida a los Estados Unidos en 1783, aunque los pueblos nativos de la zona no habían cedido el control de la gran mayoría del territorio a ninguno de ellos antes de ese año. La mayoría de los que habían sido obtenidos por cesión, forzada o no. Las pueblos que vivían en Míchigan antes de la colonización de América fueron los Ottawa, Potawatomi, Ojibwa y Wyandot. Varios tratados cedentes de tierras se firmaron entre 1795 (el Tratado de Greenville) y 1842 (el Tratado de La Pointe). Otros tratados notables fueron tratados del Gobernador Hull de 1808, el Tratado de Saginaw en 1819, los dos Tratados de Chicago (1821, 1833), la Misión de Carey en 1828 y el Tratado de Washington en 1836 y un tratado posterior de 4 de enero de 1837.

## Demografía
Los censos efectuados no cubrían la mayor parte de la población nativa americana. En 1800 se contaba una población de 43.365 personas, mientras que la estimación total estaba en más de 60.000.
| Año  | Población |
| ---- | --------- |
| 1810 | 4.762     |
| 1820 | 8.896     |
| 1830 | 31.639    |
| 1834 | 87.273    |
| 1840 | 212.267   |

## Congresistas
En 1819 Míchigan pudo elegir a sus congresistas.
| Delegados            | Período | Partido político |
| -------------------- | ------- | ---------------- |
| William Woodbridge   | 1819-20 | Whig             |
| Solomon Sibley       | 1820-23 |                  |
| Gabriel Richard      | 1823-25 |                  |
| Austin Eli Wing      | 1825-29 |                  |
| John Biddle          | 1829-31 |                  |
| Austin Eli Wing      | 1831-33 |                  |
| Lucius Lyon          | 1833-35 | Demócrata        |
| George Wallace Jones | 1835-37 | Demócrata        |